# Lexus ES
Lexus ES — передньопривідні седани, що виробляються фірмою Lexus з 1989 року.
Всього за 21 рік виробництва було випущено 2156502 автомобілів Lexus ES.

## Lexus VZV21 (1989—1991)

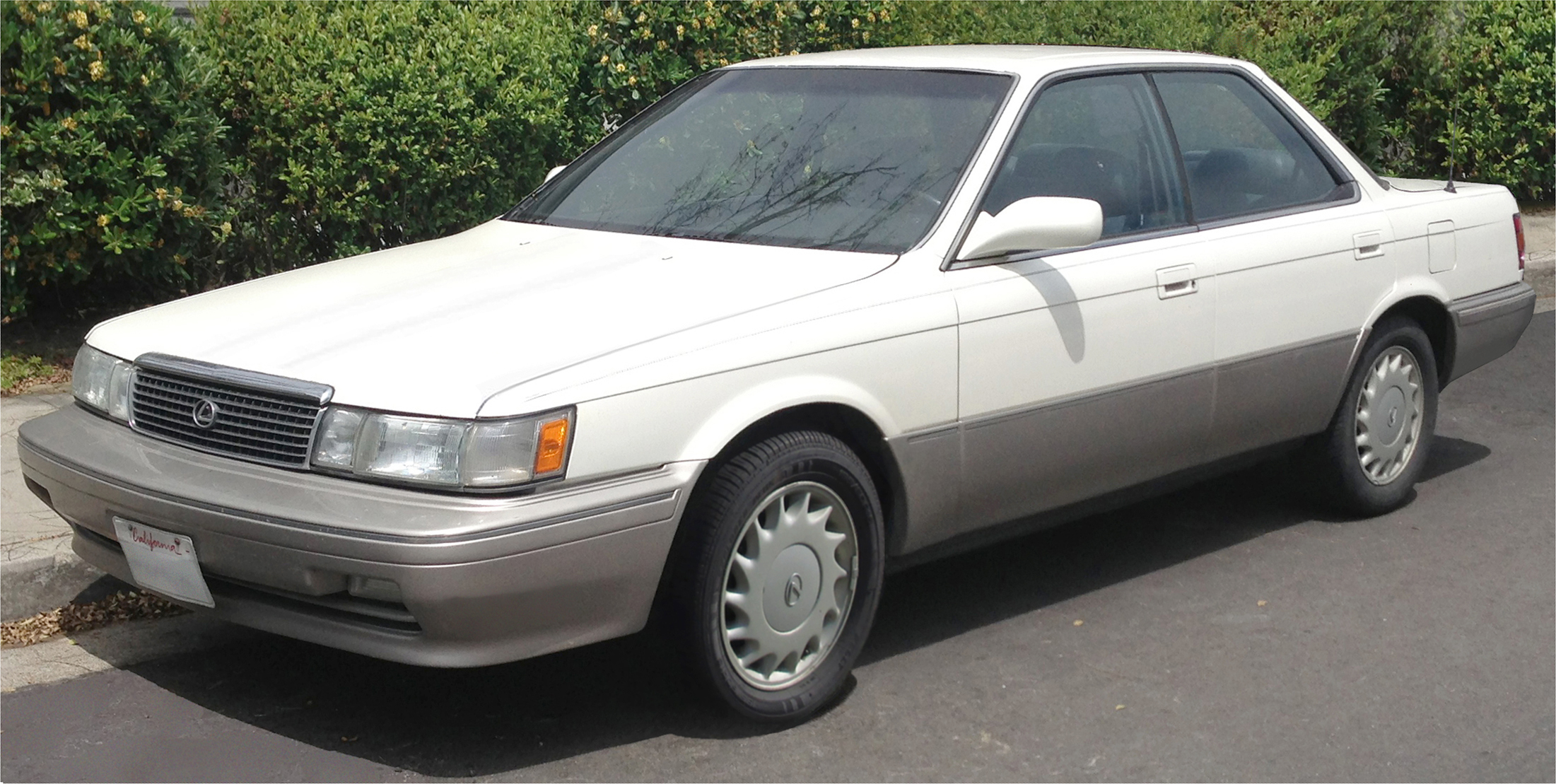
Lexus ES 250

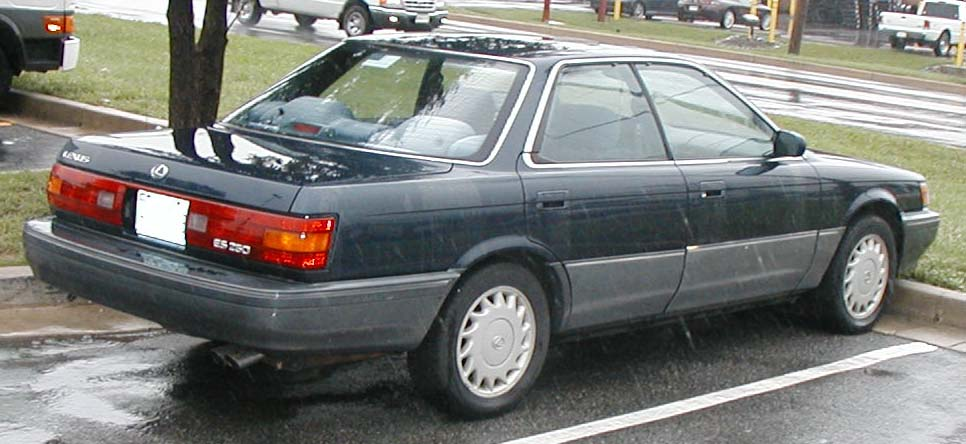

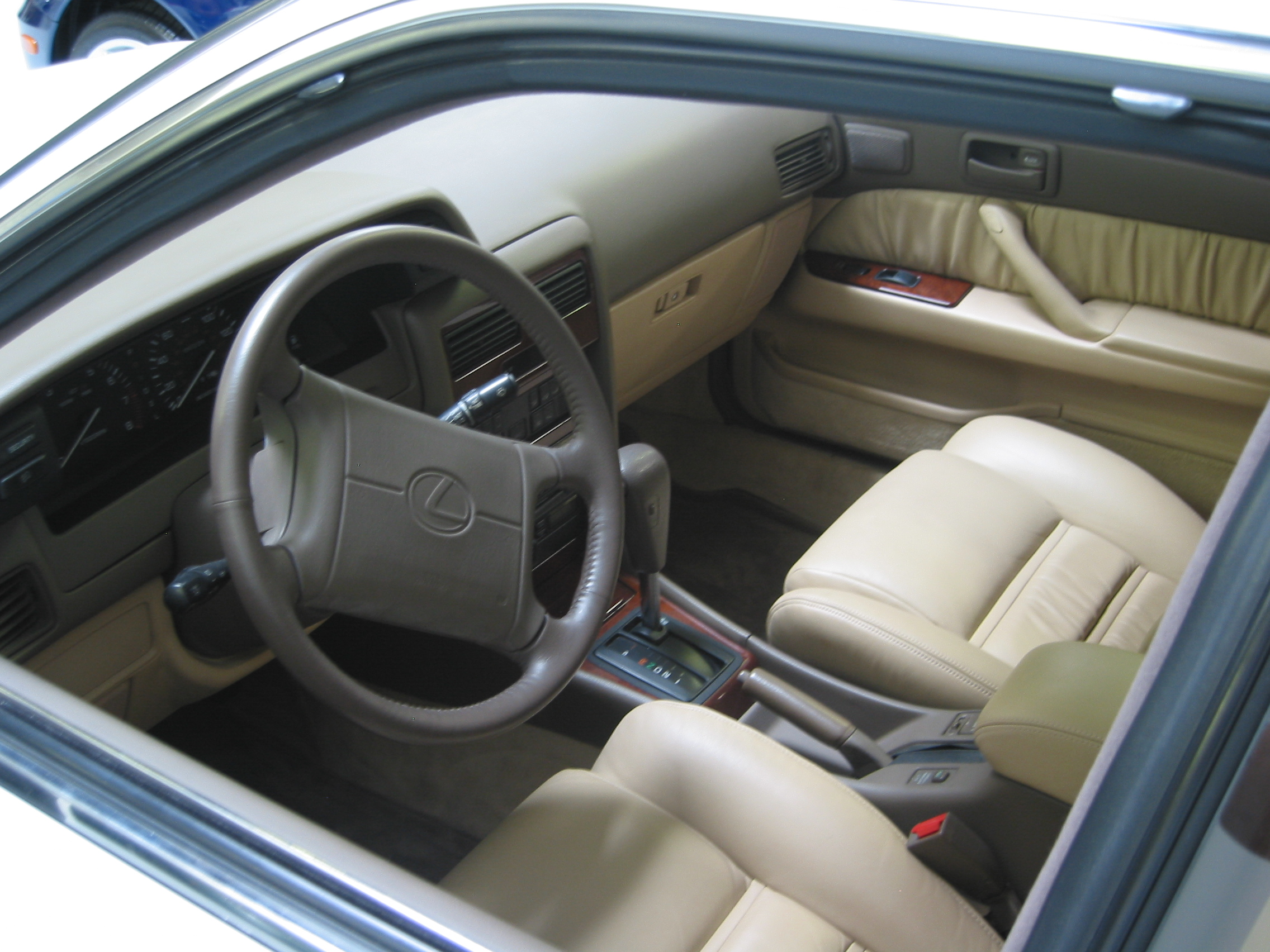
Салон

Перший Lexus ES 250, показаний в США у вересні 1989 року, являв собою модернізовану Toyota Camry V20, з двигуном V6 потужністю 156 к.с. За перший же місяць було реалізовано понад 1200 екземплярів моделі. У виробництві ES 250 протримався до 1991 року.

#### Двигуни
| Модель     | Об'єм      | Код двигуна | Циліндри   | Потужність         | Крутний момент        | Коробка передач                   | Роки виробництва |
| Бензиновий | Бензиновий | Бензиновий  | Бензиновий | Бензиновий         | Бензиновий            | Бензиновий                        | Бензиновий       |
| ---------- | ---------- | ----------- | ---------- | ------------------ | --------------------- | --------------------------------- | ---------------- |
| ES 250     | 2507 см³   | 2VZ-FE      | V6         | 156 к.с. (116 кВт) | 220 Нм при 4400 об/хв | 4-ст. АКПП (A540E) або 5-ст. МКПП | 1989–1991        |

## Lexus VCV10 (1992—1996)

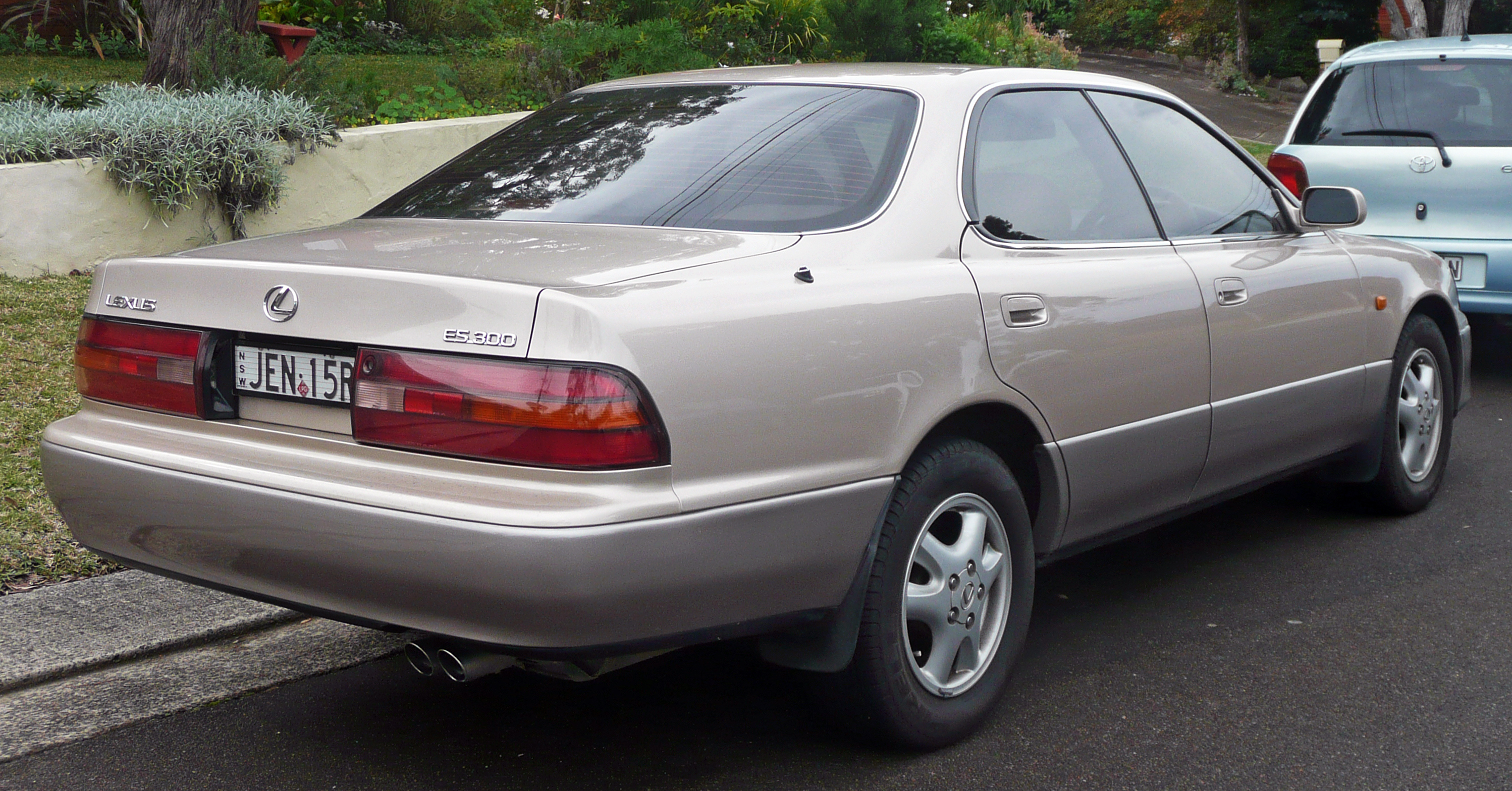
Lexus ES300 (1992—1996)

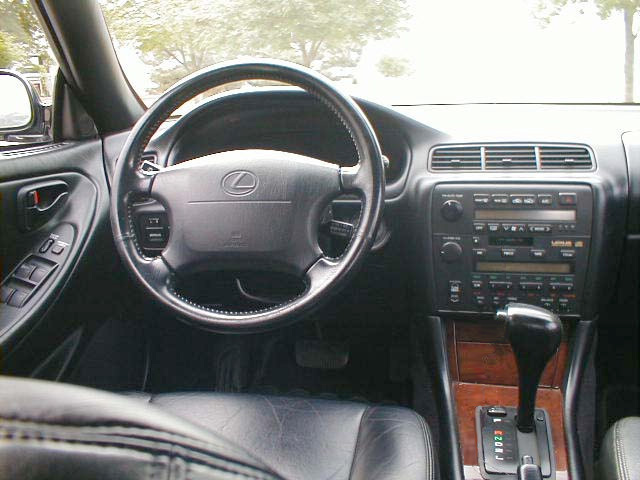
Салон

Lexus ES 300 1992 модельного року отримав не тільки новий індекс, але і місткіший кузов від моделі Toyota Windom. Потужність трилітрової V-подібної шістки підвищилася до 188 к.с., що дозволило майже п'ятиметровому автомобілю розганятися до 215 км/год. На розгін до 100 км/год ES витрачав рівно 9 секунд. Цікаво, але, незважаючи на збільшені розміри, потужніший мотор і розширену стандартну комплектацію, покупцям ES 300 обходився дешевше за попередника.

#### Двигуни
| Модель        | Об'єм     | Код двигуна | Циліндри  | Потужність | Крутний момент | Коробка передач                         | Роки виробництва |
| Бензинові     | Бензинові | Бензинові   | Бензинові | Бензинові  | Бензинові      | Бензинові                               | Бензинові        |
| ------------- | --------- | ----------- | --------- | ---------- | -------------- | --------------------------------------- | ---------------- |
| Toyota Windom | 2496 см³  | 4VZ-FE      | V6        | -          | -              | -                                       |                  |
| Toyota Windom | 2496 см³  | 2MZ-FE      | V6        | -          | -              | -                                       |                  |
| ES 300        | 2958 см³  | 3VZ-FE      | V6        | -          | -              | 4-ст. АКПП (A540E/A541E) або 5-ст. МКПП |                  |
| ES 300        | 2994 см³  | 1MZ-FE      | V6        | -          | -              | 4-ст. АКПП (A540E/A541E) або 5-ст. МКПП |                  |

## Lexus MCV20 (1996—2001)

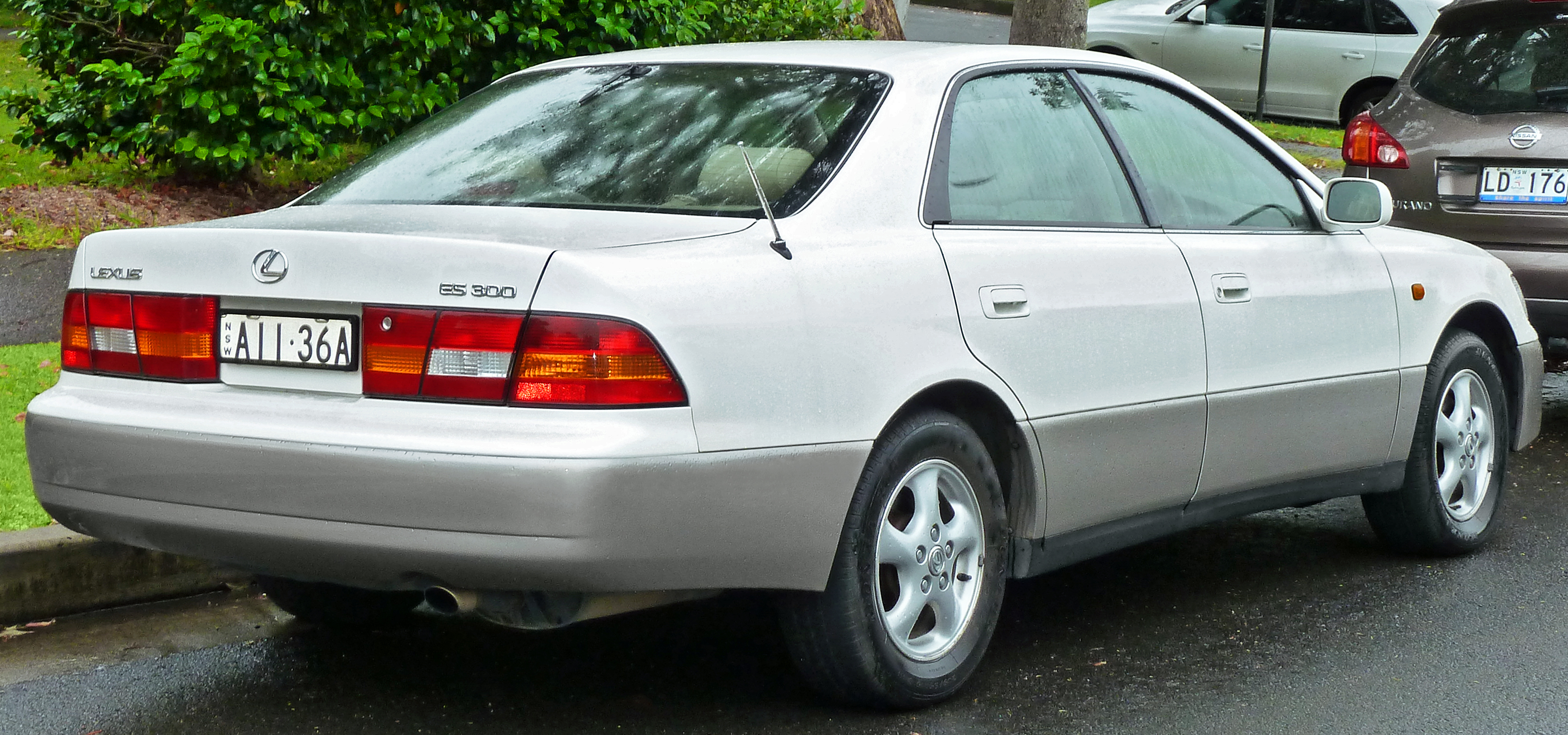
Lexus ES300 (1996—2001)

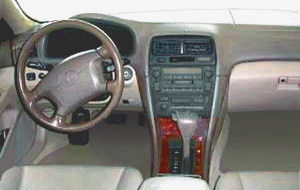
Салон

В основі седана 1997 модельного року лежав все той же Windom зразка 1991-го. Завдяки рейсталінгу ES 300 дісталися видозмінена оптика, капот із зменшеними радіаторними ґратами, а також оновлений інтер'єр, найяскравішим елементом якого як в прямому, так і в переносному сенсі стала оптітронная панель приладів. Модифікований двигун V6 розвивав спочатку 197 к.с., а після повторної модернізації в 1999 році отримав механізм регулювання фаз газорозподілу VVT-i. Потужність підвищилася до 210 к.с. Найбільш дорогі версії оснащувалися адаптивною підвіскою AVS.

#### Двигуни
| Модель         | Об'єм     | Код двигуна    | Циліндри  | Потужність (к.с.) | Крутний момент (Нм) | Коробка передач    | Роки виробництва |
| Бензинові      | Бензинові | Бензинові      | Бензинові | Бензинові         | Бензинові           | Бензинові          | Бензинові        |
| -------------- | --------- | -------------- | --------- | ----------------- | ------------------- | ------------------ | ---------------- |
| Toyota Windom  | 2496 см³  | 2MZ-FE         | V6        | -                 | -                   | -                  |                  |
| ES 300         | 2994 см³  | 1MZ-FE         | V6        | 197               | -                   | 4-ст. АКПП (A541E) |                  |
| ES 300 (VVT-i) | 2994 см³  | 1MZ-FE (VVT-i) | V6        | 210               | -                   | 4-ст. АКПП (A541E) |                  |

## Lexus MCV30/MCV31 (2001—2006)

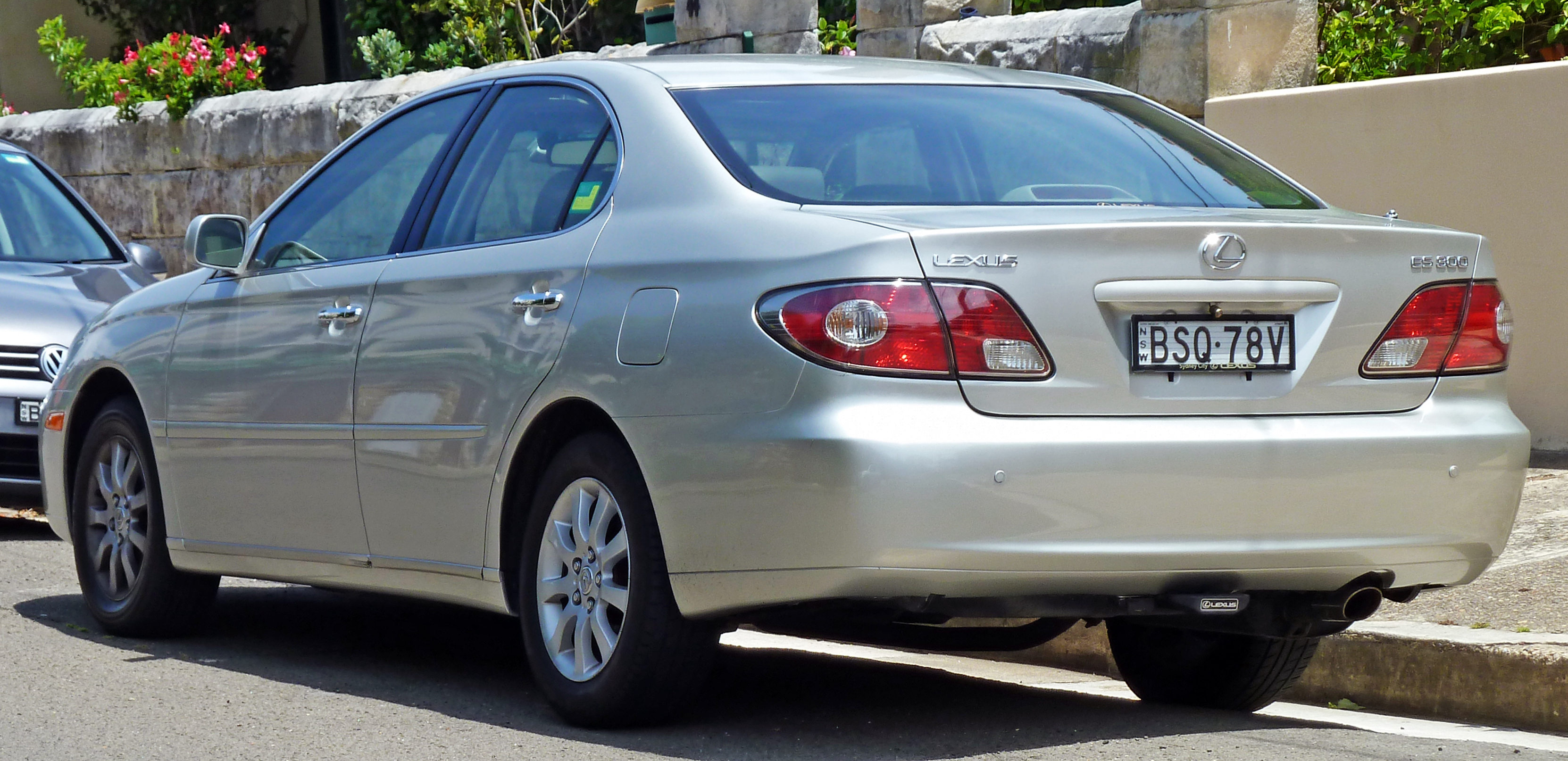
Lexus ES300

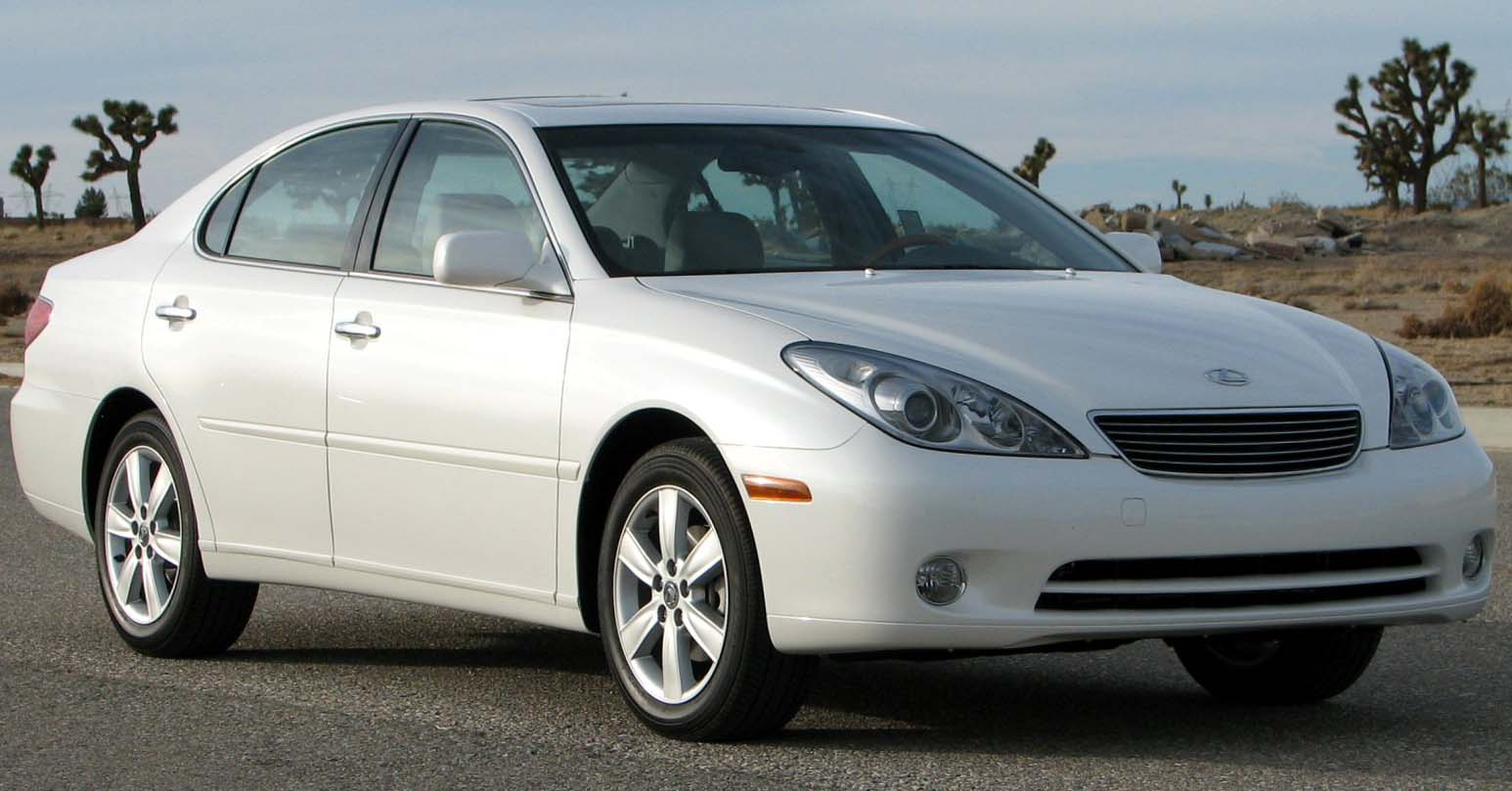
Lexus ES330 (2003-2006)

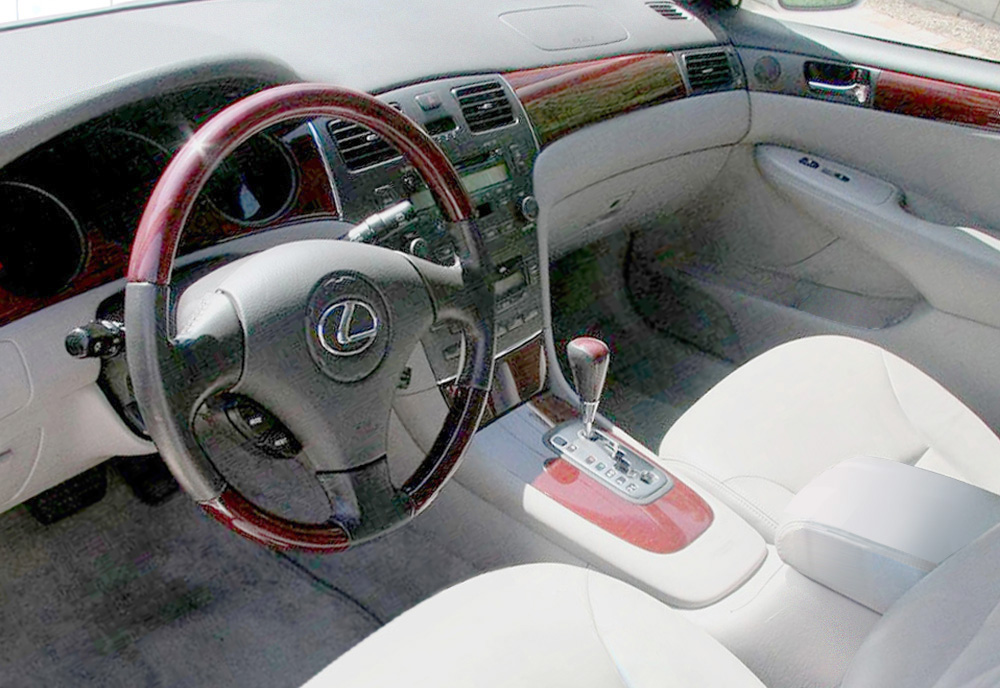
Салон

Lexus ES четвертого покоління (знову збудована на основі Camry) з'явився в 2001 році. Lexus ES300 створений на основі платформи Toyota Camry (XV30). У конструкції ходової частини використовується перевірене поєднання передньої і задньої незалежних підвісок на амортизаційних стійках, які відповідають за високий рівень комфорту в русі, що покладається для цього представника преміального сегмента. Довга колісна база дозволила розмістити задніх пасажирів з хорошим запасом простору для ніг.
Кузов додав у довжину ще шість сантиметрів, багатшими стали комплектації. Віддача 3,0 л V6 двигуна із змінною висотою підйому клапанів підвищилася до 218 к.с. А в 2003 році до вже існуючої модифікації ES 300 додалася могутніша ES 330. Мотор V6 об'ємом 3303 см³, агрегатований з п'ятиступінчастим «автоматом», видавав 228 к.с. і 325 Нм. Такий ES долав першу сотню всього за 7,5 секунд, а максимальна швидкість у нього була обмежена електронікою на рівні 230 км/год.
До складу обладнання безпеки включені АБС з електронним розподілом гальмівного зусилля, система допоміжного гальмування, електронні системи стабілізації і контролю тяги, передні і бічні подушки безпеки, дитячі кріплення, передні ремені з преднатяжителями. Значно покращилися показники пасивної безпеки даного покоління. Автомобіль вперше удостоївся максимального п'ятизіркового рейтингу NHTSA за захист водія і пасажира при фронтальному ударі і за бічний удар, і ще по чотири зірки отримав за наїзд ззаду і перевертання.

#### Двигуни
| Модель    | Об'єм     | Код двигуна | Циліндри  | Потужність (к.с.) | Крутний момент (Нм) | Коробка передач    | Роки виробництва |
| Бензинові | Бензинові | Бензинові   | Бензинові | Бензинові         | Бензинові           | Бензинові          | Бензинові        |
| --------- | --------- | ----------- | --------- | ----------------- | ------------------- | ------------------ | ---------------- |
| ES 300    | 2994 см³  | 1MZ-FE      | V6        | 218               |                     | 5-ст. АКПП (U151E) |                  |
| ES 330    | 3310 см³  | 3MZ-FE      | V6        | 228               | 325                 | 5-ст. АКПП (U151E) | 2003-2006        |

## Lexus XV40 (2006—2012)

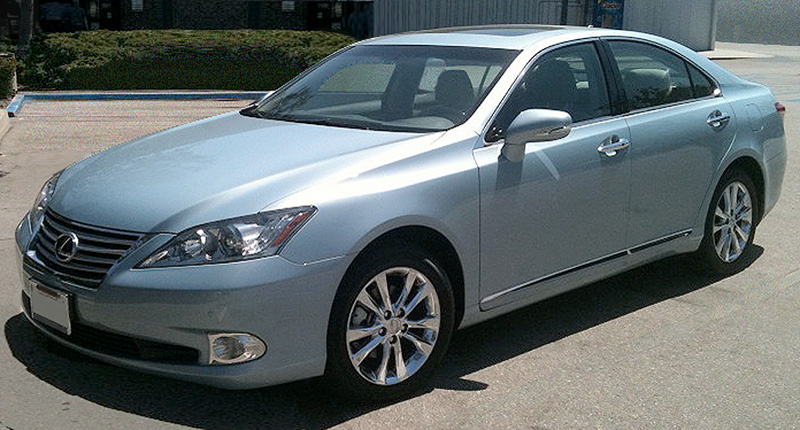
Lexus ES350 (2010-2012)

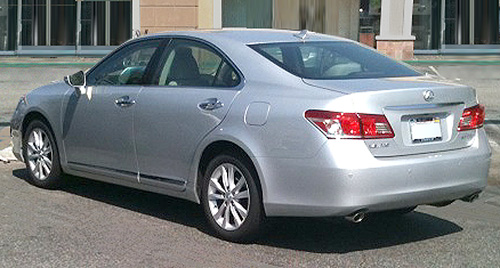
Lexus ES350

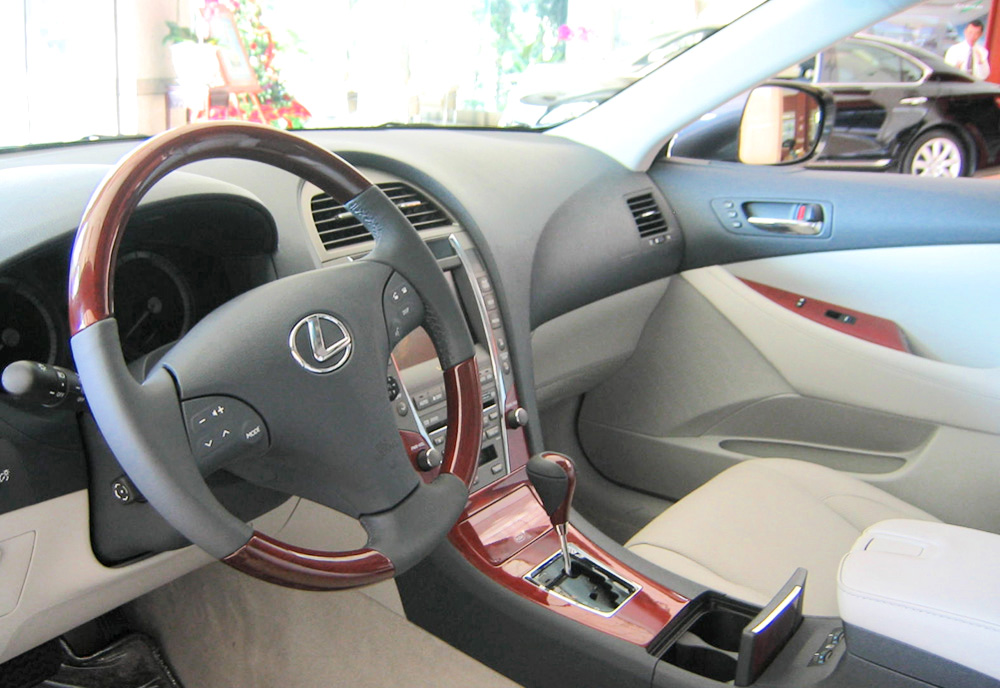
Салон Lexus ES350

У 2006 році на автошоу в Чикаго було представлено п'яте покоління седана. Автомобіль як і раніше побудований на платформі Toyota Camry. 
Lexus ES 350 почали оснащувати новим двигуном V6 3.5 (277 к.с.) з системою регулювання фаз газорозподілу на впуску і випуску (Dual VVT-i).
Уже в стандартному оснащенні цей автомобіль початкового преміум-класу пропонує 17-дюймові легкосплавні диски, люк у даху, систему доступу без ключа і запуску з кнопки, електропривод рульової колонки (з телескопічною і вертикальним регулюванням), двозонний клімат-контроль, електропривод передніх сидінь з безліччю регулювань, електропривод бічних дзеркал і стекол (для останніх - з функцією в один дотик для всіх вікон). Стандартна аудіосистема передбачає наявність CD-чейнджером на шість дисків, а в опціях - аудіосистема об'ємного звучання Mark Levinson, DVD, супутникове радіо, навігаційна система з голосовою активацією. Крім того, додаткове обладнання включає підігрів і вентиляцію передніх сидінь, пам'ять положень, сонцезахисну шторку з електроприводом і безліч інших функцій.
Повністю незалежна підвіска забезпечує Lexus ES350 високі ходові якості, комфортне і гладкий рух, в той же час має достатню твердість, щоб зберегти необхідну керованість і маневреність при проходженні поворотів. Рівень гучності помітно знижений - творці не поскупилися на використання звукопоглинальних матеріалів, та й низький коефіцієнт лобового опору (Cd = 0,28) допомагає звести шуми до мінімуму, а також підвищити ефективність витрати палива. Рульове управління - з гідропідсилювачем, гальма дискові всіх коліс (передні вентильовані).
У стандартне оснащення Lexus ES350 входить система курсової стійкості (VSC) з системою управління тягою. Крім цього - антиблокувальна система гальм (ABS), система електронного розподілу гальмівного зусилля (EBD) і підсилювач екстреного гальмування (BA). У стандартне устаткування також включені адаптивні біксенонові фари головного світла, парктронік, контроль тиску в шинах. З утримуючих пристроїв: кріплення дитячого крісла, ремені безпеки з преднатяжителями, повний комплект подушок безпеки (передні, бічні, подушки-шторки, а також колінні подушки). Автомобіль показав високі результати в краш-тестах NHTSA і IIHS.
У 2009 році з'явився і менш потужний ES 240 з «четвіркою» 2.4 від тієї ж Camry - така машина пропонувалася тільки в Китаї.
У 2010 році модель оновили змінивши бампери, фари та інше.

#### Двигуни
| Модель    | Об'єм     | Код двигуна | Циліндри  | Потужність         | Крутний момент        | Коробка передач    | Роки виробництва |
| Бензинові | Бензинові | Бензинові   | Бензинові | Бензинові          | Бензинові             | Бензинові          | Бензинові        |
| --------- | --------- | ----------- | --------- | ------------------ | --------------------- | ------------------ | ---------------- |
| ES 240    | 2362 см³  | 2AZ-FE      | Р4        | 167 к.с. (123 кВт) | 224 Нм при 4000 об/хв | 5-ст. АКПП (U250E) | 2009-2012        |
| ES 350    | 3456 см³  | 2GR-FE      | V6        | 277 к.с. (203 кВт) | 346 Нм при 4700 об/хв | 6-ст. АКПП (U660E) | 2006-2012        |

## Lexus XV60 (2012—2018)

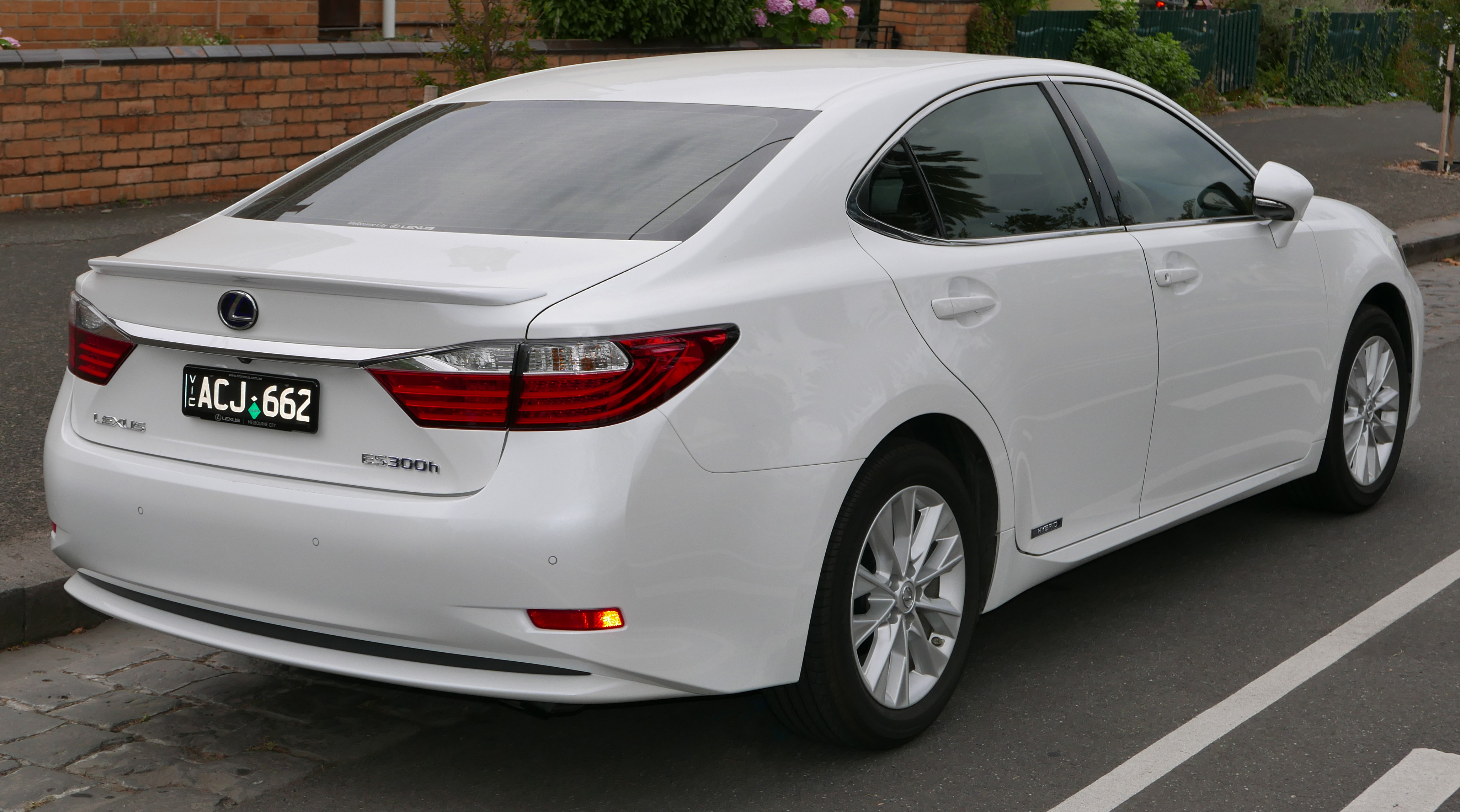
Lexus ES300h (2012-2015)

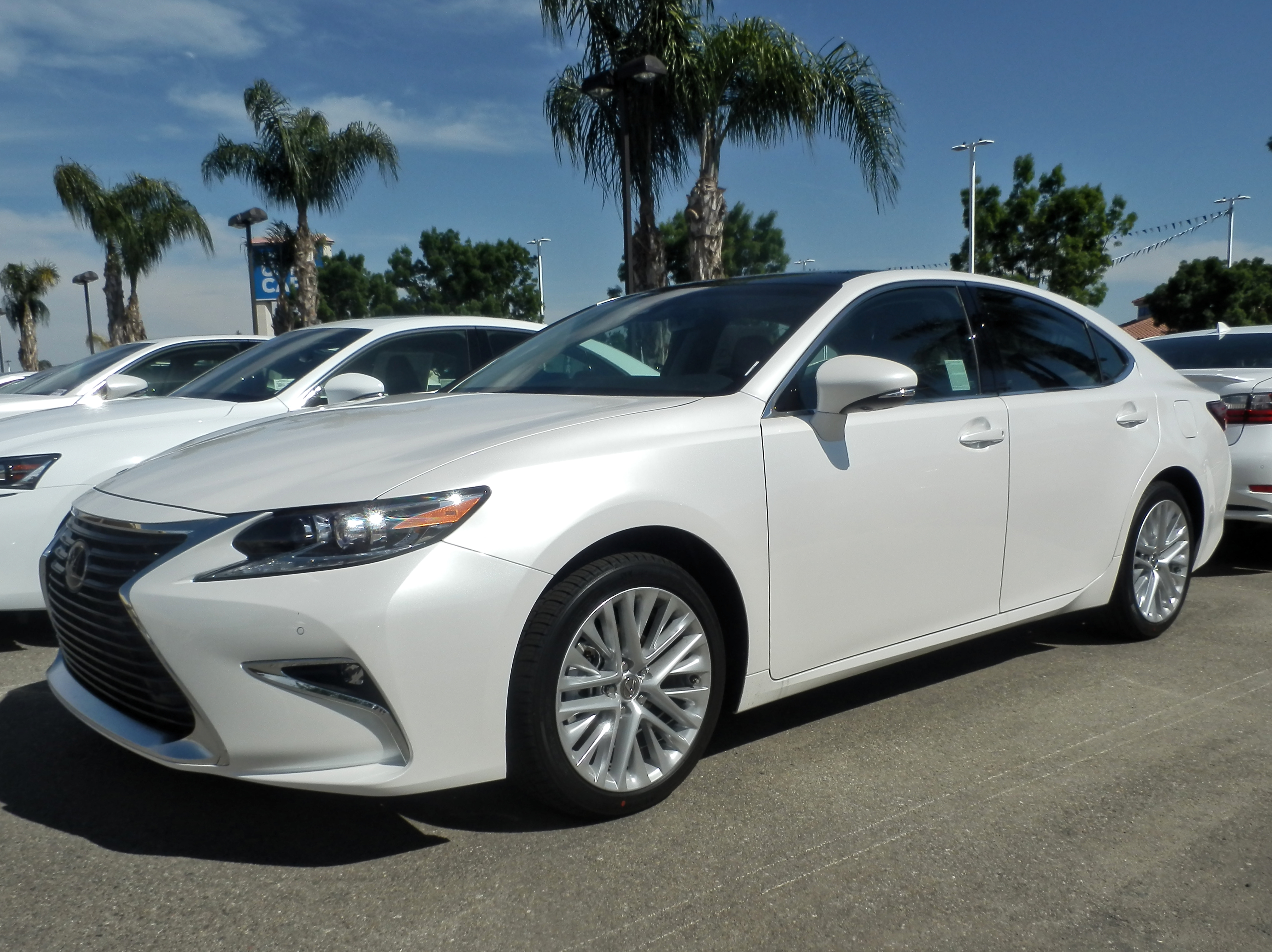
Lexus ES350 (з 2015)

Шосте покоління Lexus ES дебютувало на Нью-Йоркському автосалоні 2012 року. Особливістю цього покоління моделі є те, що на відміну від попередніх моделей ES нове покоління побудоване на платформі Toyota Avalon.
Підвіска Lexus ES350 використовує вже традиційний для моделі тип конструкції з амортизаційними стійками типу McPherson спереду і ззаду. З нововведень можна відзначити зворотну намотування пружин - це, як стверджує виробник, підвищує стабільність при прямолінійному русі. Переглянута геометрія задньої підвіски, поліпшені характеристики демпфірування. Рульовий механізм з зменшеним передавальним відношенням (з 16,1:1 до 14,8:1) дозволив досягти кращої керованості. Цьому ж сприяє і більш жорсткий кузов - збільшений вміст високоміцних сталей, зварних точок.
Зі стандартних утримуючих пристроїв Lexus ES350 пропонує повний комплект подушок безпеки (передні, бічні, шторки безпеки, колінні подушки водія і пасажира), кріплення дитячих крісел, ремені з преднатяжителями і обмежувачами навантаження, підголівники з захистом від травм хлистів. Зі стандартних активних систем: АБС, системи розподілу гальмівного зусилля, допоміжного гальмування, контролю стабільності і тяги. З пакетом Lexus Safety System + до складу штатного обладнання включені асистент збереження смуги руху, радарний круїз-контроль, автоматичне включення ближнього світла, індикатор падіння тиску в шинах. У додаткових опціях - передні і задні датчики паркування, система контролю мертвих зон.
2016 рік подарував Lexus ES новий дизайн решітки радіатора, світлодіодні фари головного світла, систему контролю смуги руху, систему запобігання зіткнень і круїз-контроль. Варто згадати, що всі перераховані вище функції входять в стандартну комплектацію. До базової комплектації автомобіля входять також шкіряні сидіння, двозонний автоматичний клімат-контроль, електропривідний люк на даху, камера заднього виду, 7-дюймовий сенсорний екран, Bluetooth, 10 подушок безпеки і система автоматичних повідомлень у разі аварії «Lexus Automatic Collision Notification». Серед опцій виділяють: навігаційну систему, шкіряні анілінові сидіння з вентиляцією і підігрівом, преміум аудіосистему Mark Levinson, панорамний скляний дах, круїз-контроль, систему контролю смуги руху, парктронік і систему моніторингу сліпих зон. 

#### Двигуни
| Модель          | Об'єм     | Код двигуна      | Циліндри  | Потужність                                        | Крутний момент                                 | Коробка передач | Роки виробництва |
| Бензинові       | Бензинові | Бензинові        | Бензинові | Бензинові                                         | Бензинові                                      | Бензинові       | Бензинові        |
| --------------- | --------- | ---------------- | --------- | ------------------------------------------------- | ---------------------------------------------- | --------------- | ---------------- |
| ES 250          | 2493 см³  | 5AR-FE           | Р4        | 184 к.с. при 6000 об/хв                           | 235 На при 4100 об/хв                          | 6 ст. АКПП      | з 2012           |
| ES 300 (hybrid) | 2494 см³  | 2AR-FXE (hybrid) | Р4        | 161 к.с. при 5700 об/хв +143 к.с. (електродвигун) | 213 Нм при 4500 об/хв + 270 Нм (електродвигун) | CVT             | з 2012           |
| ES 350          | 3456 см³  | 2GR-FE           | V6        | 277 к.с. при 6200 об/хв                           | 346 Нм при 4700 об/хв                          | 6 ст. АКПП      | з 2012           |

## Lexus XZ10 (2018—2025)

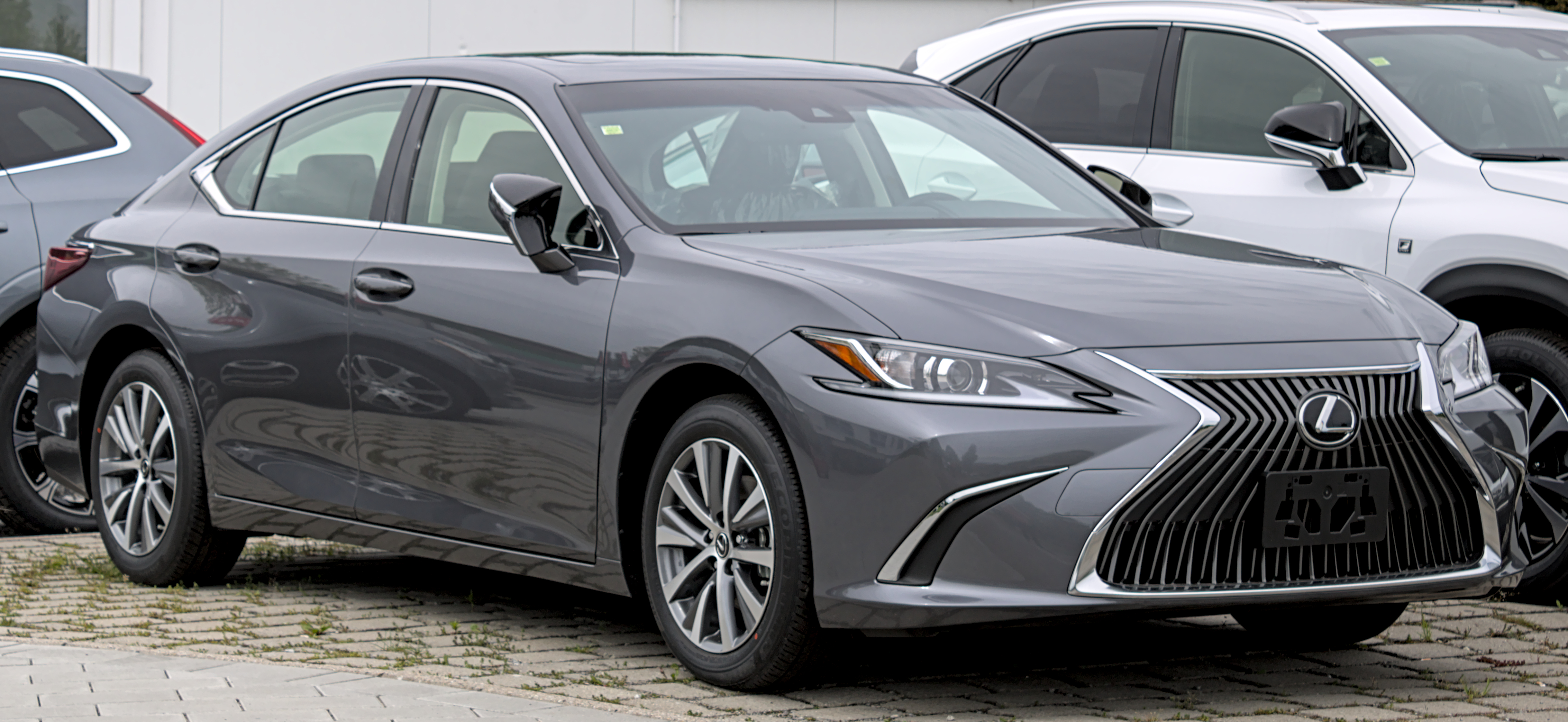
Lexus 350 (2018–2021)

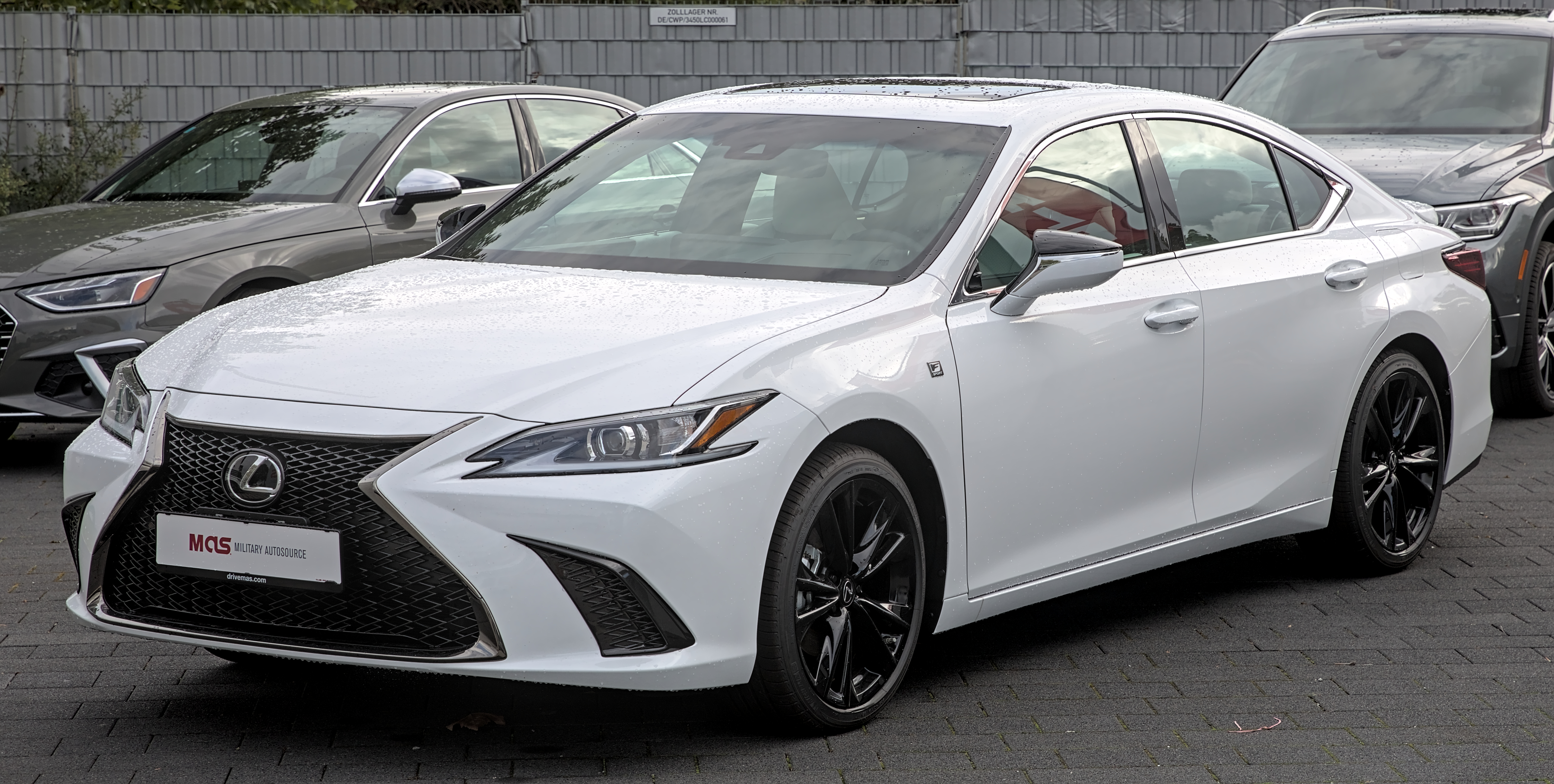
Lexus 350 (2021–2024)

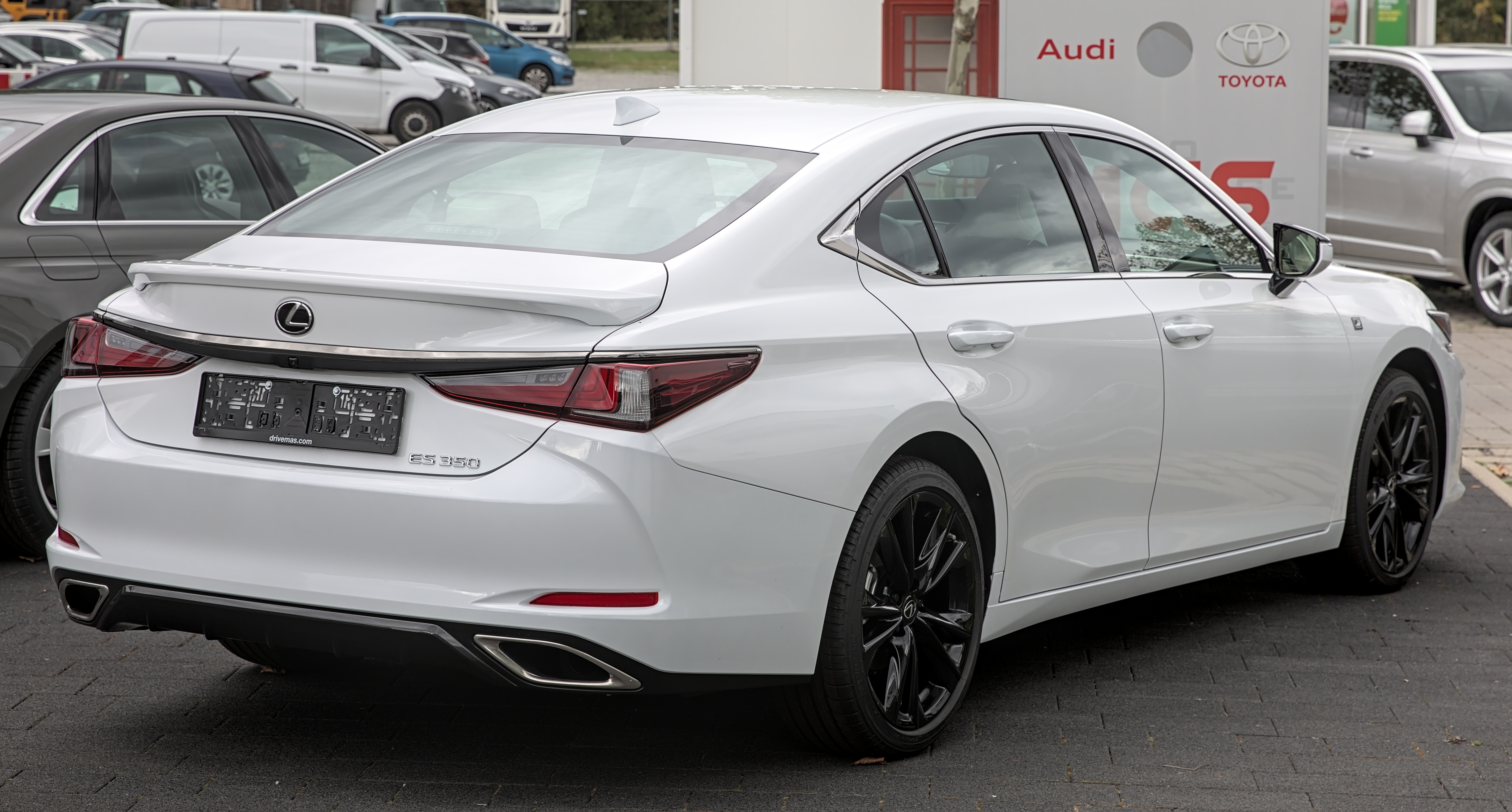
Lexus 350 (2021–2024)

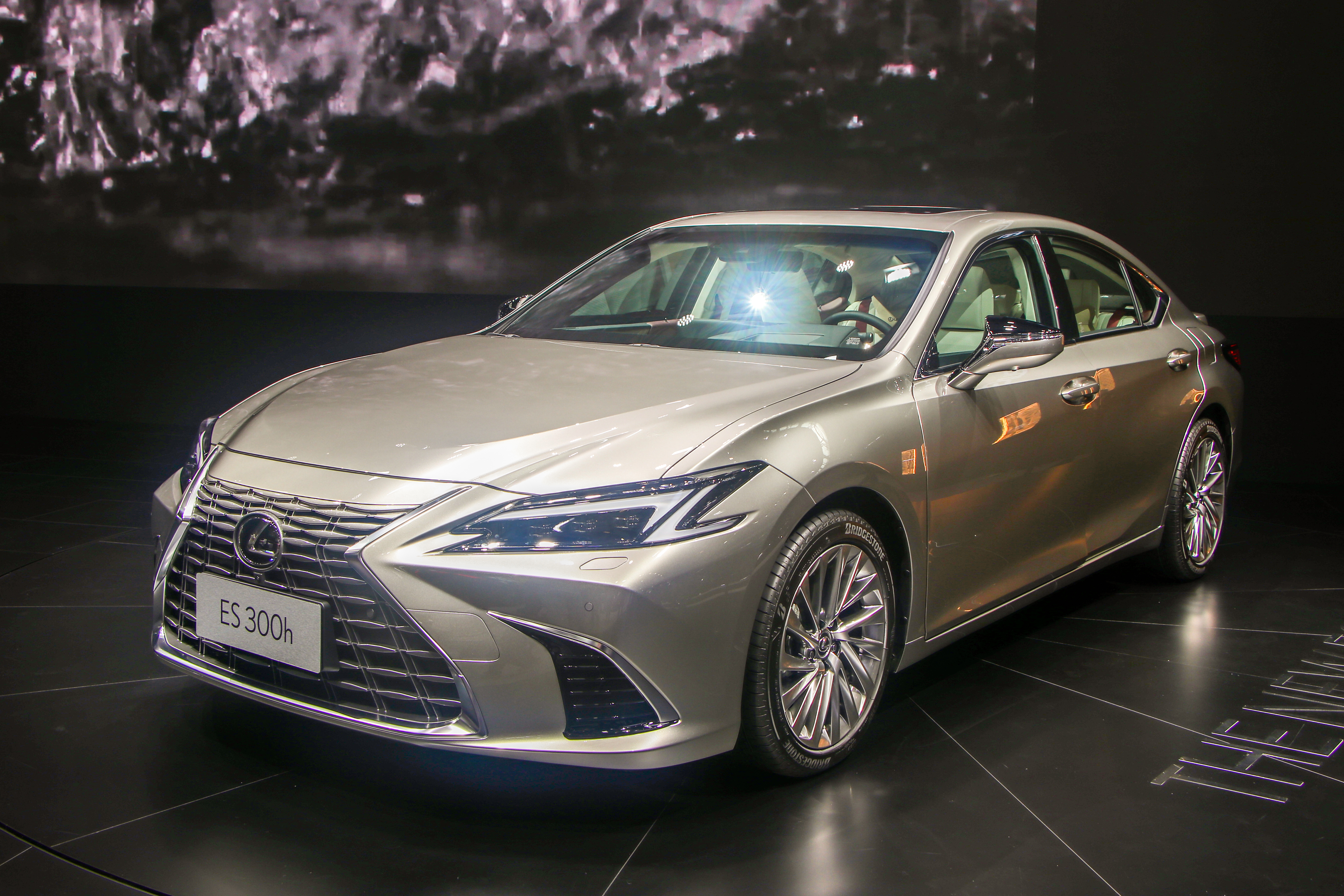
Lexus 300h (з 2024)

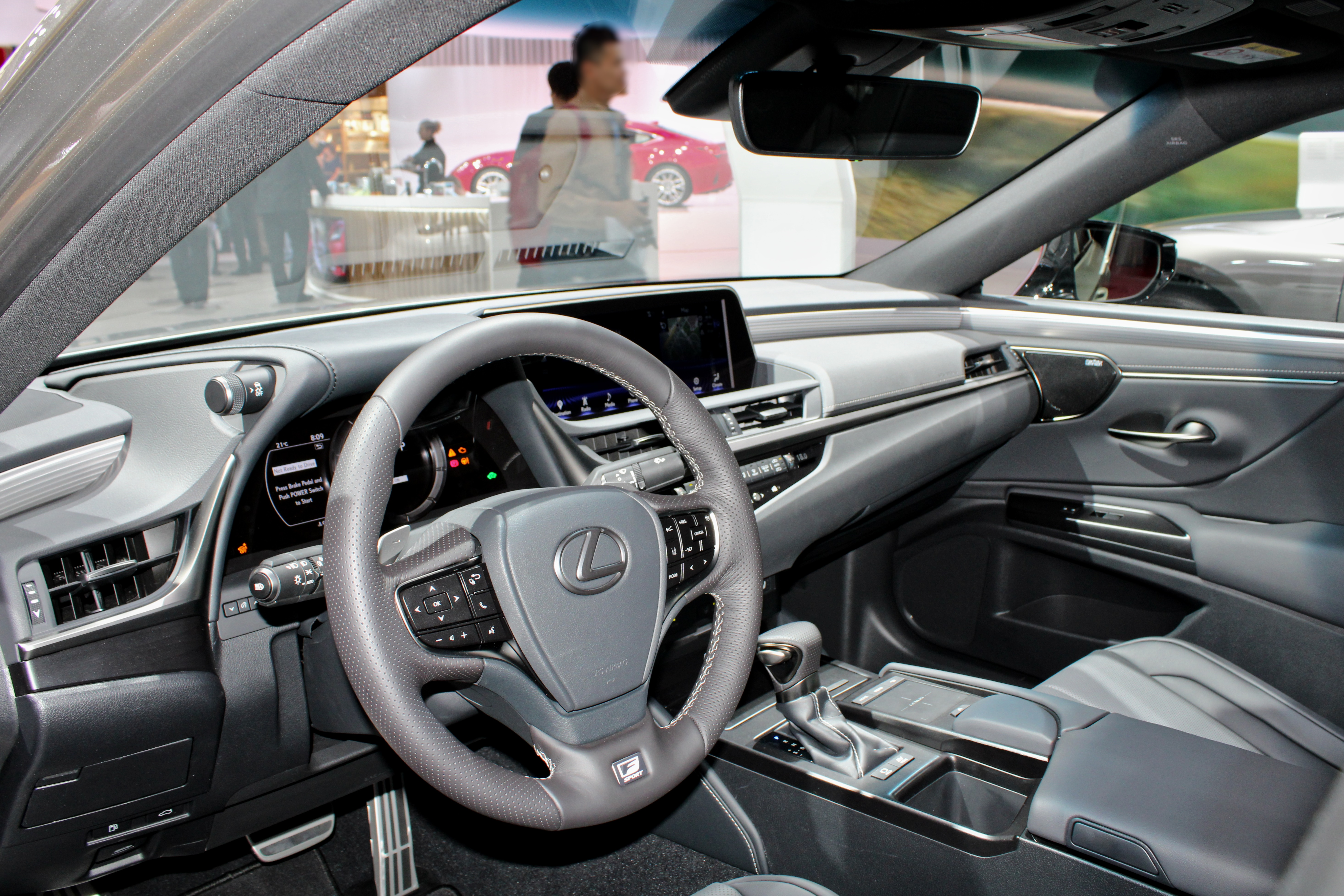
Lexus ES (AXZH10)

Четирехдверка додала 66 мм в довжину (до 4976 мм) і 46 мм в ширину (1864 мм), але зменшилася в висоту на 51 мм (1445 мм). При цьому колісна база збільшилася на ті ж 51 мм (до 2870 мм), а передня і задня колія - на 102 і 38 мм відповідно (1692 і 1613 мм).
Автомобіль збудовано на модульній платформі GA-K, що представляє собою одну з варіацій платформи TNGA. Якщо раніше у колишнього Лексуса ES стійки McPherson були по колу, то у новинки відтепер ззаду встановлена багатоважільна підвіска. Пружини і амортизатори переналаштовані, за задніми сидіннями імплантований V-подібний підсилювач кузова, який і без цього додав в жорсткості завдяки більшій кількості високоміцних сталей в конструкції. Плюс електропідсилювач керма тепер встановлений безпосередньо на рейці.
У 2020 році Lexus ES поставляється з 305-сильним 3,5-літровим двигуном V6 і восьмиступінчастою автоматичною коробкою передач. Також доступна гібридна версія цієї моделі.
Автомобіль витрачає 10.7 л на 100 км у міських умовах і 7.4 л на шосе. Lexus ES 300h Hybrid витрачає 5.5 л на 100 км у місті і 5.3 л за його межами. 
Lexus ES у стандартній комплектації поставляється з м'якими сидіннями зі штучної шкіри NuLuxe, опціонально доступні оббивка з натуральної шкіри і підігрів пасажирських і водійських крісел. Об’єм багажника 455 літрів.
У стандартну комплектацію Lexus ES входить Siri Eyes Free, точка доступу Wi-Fi та 8-дюймовий дисплей інформаційно-розважальної системи. Крім того, автомобіль оснащений навігаційною системою з 12,3-дюймовим екраном, бездротовою зарядкою пристроїв і стереосистемою Mark Levinson з 17 динаміками.
Lexus оновив модель ES у 2021 році. Седан отримав повний привід в якості опції для комплектації Lexus ES 250. 
Lexus ES 2024 пропонує стандартний 8,0-дюймовий сенсорний екран мультимедіа з бездротовими Apple CarPlay і Android Auto та опціональний 12,3-дюймовий сенсорний дисплей.  

#### Двигуни
Бензинові:
- 2.0 л M20A-FKS I4 150 к.с. 192 Нм (ES 200)
- 2.5 л A25A-FKS I4 200 к.с. 243 Нм (ES 250; ES 260 в Китаї)
- 3.5 л 2GR-FKS V6 302 к.с. 362 Нм (ES 350)

Бензинові hybrid:
- 2.5 л A25A-FXS I4 215 к.с. 221+202 Нм (ES 300h)

## Lexus XZ20 (2025—наш час)

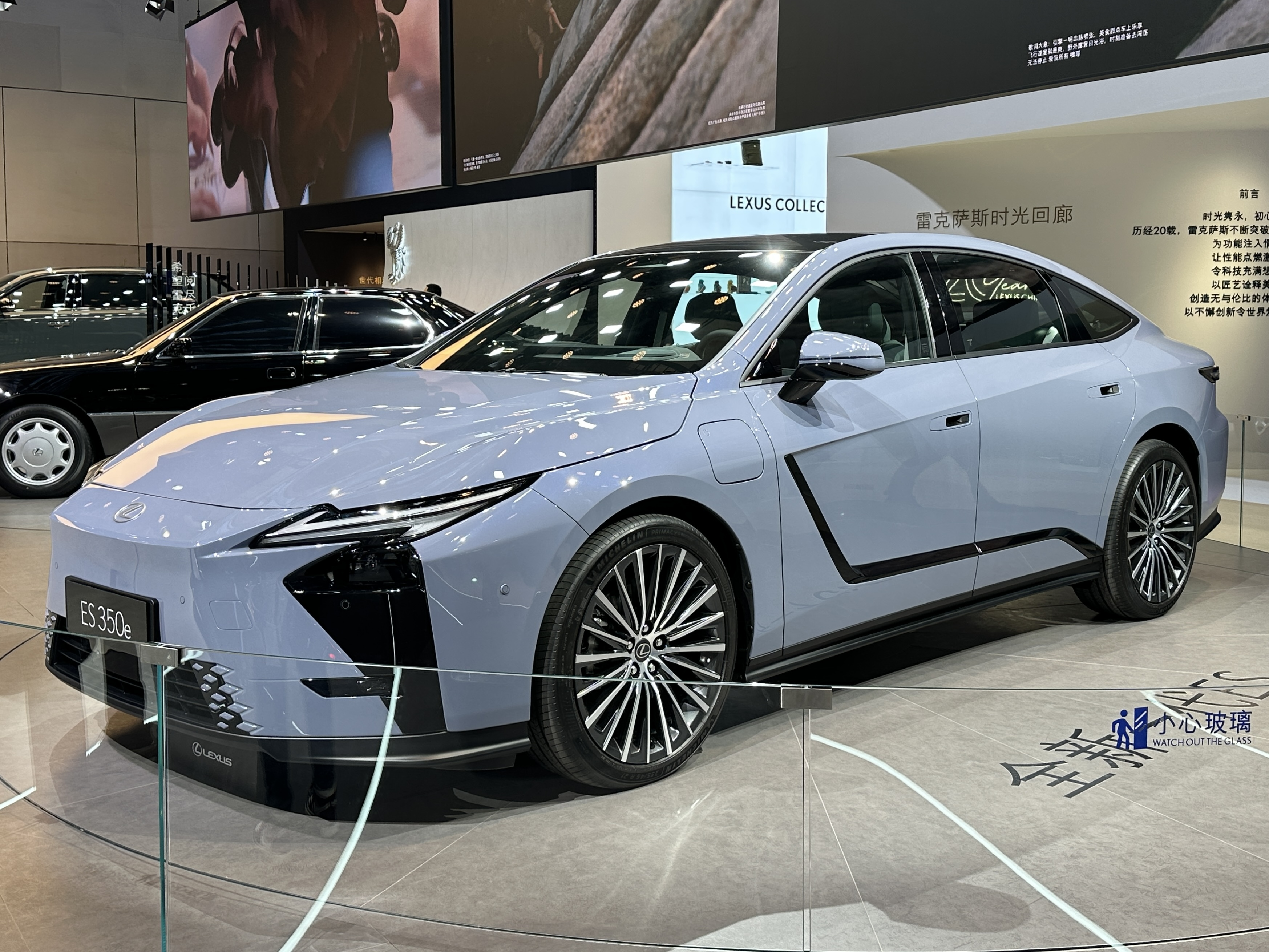
Lexus ES VIII

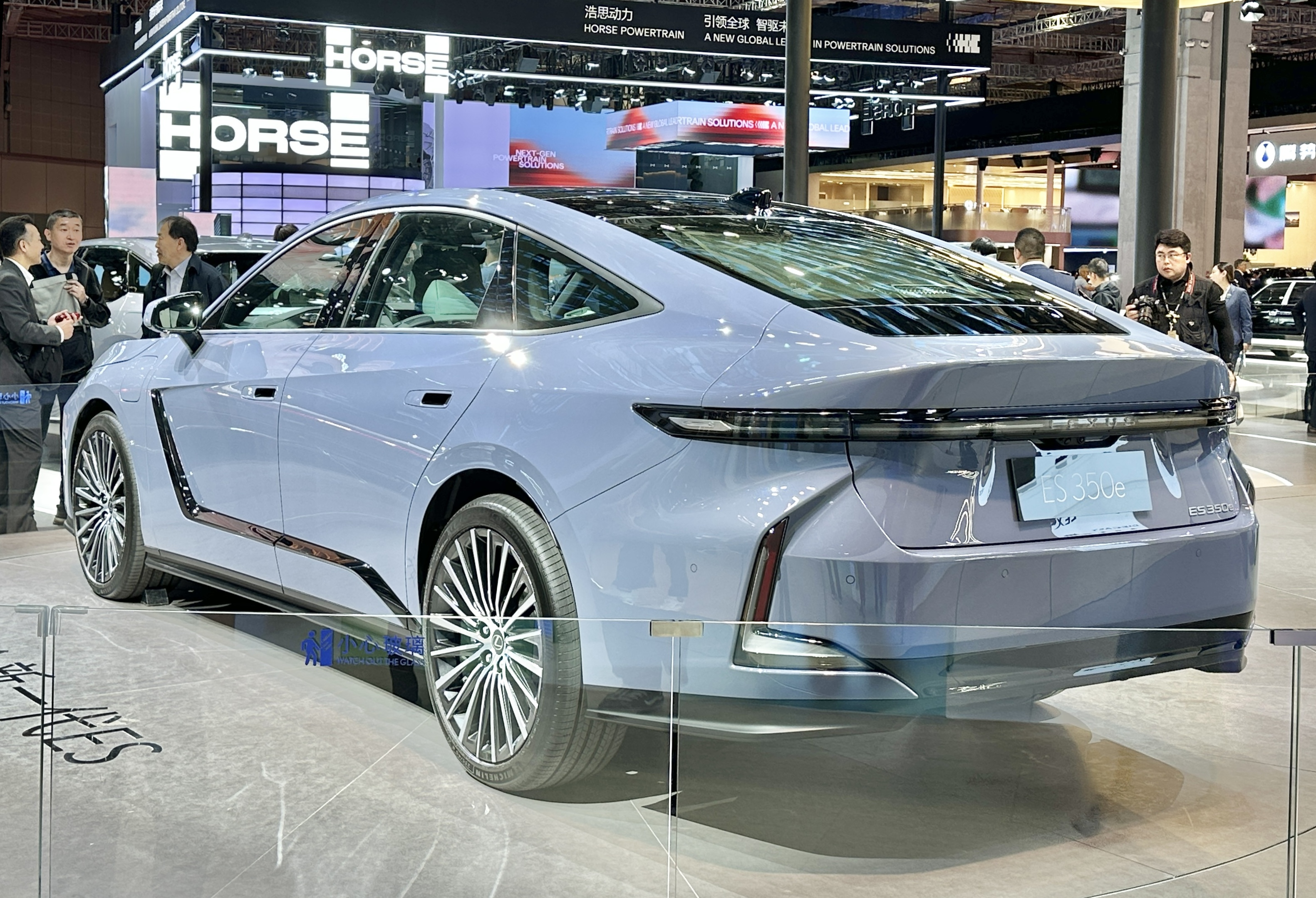

Восьме покоління ES було представлене 23 квітня 2025 року на автосалоні в Шанхаї 2025.

#### Двигуни
Бензинові hybrid:
- 2.0 л M20A-FXS I4 (ES 300h)
- 2.5 л A25A-FXS I4 (ES 350h)

Електричні:
- 165 кВт (224 к.с.) (ES 350e)
- 252 кВт (343 к.с.) (ES 500e)

## Виробництво і продаж
| Продажі по роках     | Продажі по роках | Продажі по роках | Продажі по роках | Продажі по роках | Продажі по роках | Продажі по роках | Продажі по роках | Продажі по роках | Продажі по роках | Продажі по роках |
|                      | 1990             | 1991             | 1992             | 1993             | 1994             | 1995             | 1996             | 1997             | 1998             | 1999             |
| -------------------- | ---------------- | ---------------- | ---------------- | ---------------- | ---------------- | ---------------- | ---------------- | ---------------- | ---------------- | ---------------- |
| США                  | 20,728           | 22,476           | 39,652>          | 35,655           | 39,108           | 41,508           | 44,773           | 58,430           | 48,644           | 45,860           |
|                      | 2000             | 2001             | 2002             | 2003             | 2004             | 2005             | 2006             | 2007             | 2008             | 2009             |
| США                  | 41,320           | 44,847           | 71,450           | 65,762           | 75,916           | 67,577           | 75,987           | 82,867           | 64,135           | 48,485           |
| Виробництво по роках |                  |                  |                  |                  |                  |                  |                  |                  |                  |                  |
|                      | 2000             | 2001             | 2002             | 2003             | 2004             | 2005             | 2006             | 2007             | 2008             | 2009             |
| Весь світ            | n/a              | n/a              | 91,209           | 82,025           | 93,004           | 79,422           | 87,271           | 121,286          | 99,400           | 74,481           |
|                      | 2010             |                  |                  |                  |                  |                  |                  |                  |                  |                  |
| Весь світ            | 89,212           |                  |                  |                  |                  |                  |                  |                  |                  |                  |